# Joker Out
Joker Out es una banda de pop rock eslovena originaria de Liubliana que ha estado activa desde 2016. Describen su estilo como "rock'n'roll shagadélico".

## Carrera

### 2016-2021
La banda se formó en mayo de 2016, después de la disolución de la banda Apokalipsa, en la que tocaban Bojan Cvjetićanin, Martin Jurkovič, Matic Kovačič y Luka Škerlep. A tres de ellos, Cvjetićanin, Jurkovič y Kovačič, se unieron Kris Guštin y Jan Peteh del grupo Bouržuazija, y surgió Joker Out. Su primera actuación pública fue en el Festival Na Gaju el 21 de mayo de aquel año. En noviembre, lanzaron su primer sencillo "Kot srce ki kri poganja", para el cual también grabaron su primer vídeo. Unos días después, el 10 de noviembre, aparecieron en Špil Liga. En los meses siguientes, también actuaron en Bežirock (17 de noviembre), Šubafest (2 de diciembre), el concierto de Big Foot Mama en Domžale como acto de apertura (23 de diciembre), las semifinales de Špil Liga (21 de abril de 2017), la final de la Batalla de las Bandas (Bitke bandov) en Ljubljana Kampus (25 de abril) y Vičstock (5 de mayo), así como también compitieron por un puesto en la final de la gira Volkswagen Rocks. En la final de Špil Liga, que tuvo lugar el 17 de junio de 2017, se proclamaron campeones de su cuarta temporada (2016/17). Su segunda canción, "Dazed Body", fue lanzada en noviembre, mientras que el 8 de diciembre de 2017 actuaron en Ritmu mladosti en Stožice. En 2018, actuaron en la selección final para una actuación en el mercado de Škiso (Škisolov, 8 de marzo en el bar Orto), Šentrock (20 de abril, Šentjur pri Celje), los Juegos de Mayo (Majskih igrah, 15 de mayo en Rožnik), Gora rocka (22 de junio), Cuaresma (Etapa Nocturna, 23 de junio), Acción Urbana (Urbanem dejanju, 22 de agosto) y Festival del Dragón (Zmajevem festivalu, 8 de septiembre).
Su siguiente sencillo "Gola", en el que colaboraron por primera vez con el productor Žaret Pak, fue lanzado el 12 de septiembre de 2019. Antes de eso, tuvieron un descanso de unos 8 meses, que fue el resultado de que Cvjetićanin quisiera intentar una carrera en solitario (además, su visión artística era diferente a la de Guštin, el otro creador de la banda), pero al final él se dio cuenta de que trabajar en grupo era más adecuado. En el verano de 2019, actuaron en el Škis Market y en los festivales ŠVIC y Žirfest. El 2 de noviembre, tuvieron su primer concierto completamente independiente, concretamente en el Castillo de Liubliana, y en diciembre actuaron nuevamente en Ritmu mladosti.
"Gola" fue seguido por un cuarto sencillo llamado "Vem da greš" en marzo de 2020, y luego "Umazane misli" (octubre de 2020) y "A sem ti povedal" (julio de 2021). Durante el lanzamiento de "Umazane misli" y "A sem ti povedal", el baterista Matic Kovačič fue reemplazado por Jure Maček. Por su parte, el tema "Umazane misli" fue elegido por el público como la "mejor composición eslovena nueva del año anterior" en la primera presentación del festival Frišno/Fresh - El día de la nueva música eslovena, que tuvo lugar el 1 de octubre de 2021.
Su primer álbum, Umazane misli, fue lanzado en octubre de 2021. Originalmente se suponía que se lanzaría en abril de 2020, pero su lanzamiento se pospuso varias veces debido a la pandemia de COVID-19. Este se presentó en dos conciertos consecutivos el 20 y 21 de octubre de 2021 en Cvetličarna, los cuales ya se agotaron en 2020. El segundo concierto fue grabado por RTVSLO, la radiodifusora pública de Eslovenia. En estos dos años recibieron dos flautas de oro (zlata piščal): en 2020 por debutantes del año, y en 2021 por intérpretes del año.

### 2022
En abril de 2022, lanzaron el vídeo musical del último sencillo del primer álbum, "Barve oceana". El 12 de mayo, en la octava entrega de las Flautas de Oro, por segundo año consecutivo, ganaron en la categoría de intérprete del año. En julio, actuaron en el festival Exit (en el escenario Visa Fusion). El 31 de agosto, lanzaron su segundo álbum Demoni, que fue anunciado por medio de la canción "Katrina". Tuvieron un concierto de presentación para él el 9 de septiembre en Križanke de Liubliana. El 10 de octubre, anunciaron en Instagram que el bajista Martin Jurkovič dejaba la banda (por estudiar en el extranjero). De momento continuaron como cuarteto, acompañados de Nace Jordan en sus actuaciones. Después de "Katrina", a finales de octubre llegó "Demoni", su primer sencillo en serbio, que representa su primer lanzamiento oficial para el mercado de la antigua Yugoslavia.
El 8 de diciembre de 2022, RTVSLO anunció que Joker Out representaría a Eslovenia en el Festival de la Canción de Eurovisión 2023 en Liverpool con la canción "Carpe Diem".

### 2023
Joker Out fueron elegidos para representar a Eslovenia en ESC2023 (Eurovision Song Contest 2023)con la canción "Carpe Diem", con la cual quedaron en puesto 21.

## Miembros
Actuales
- Bojan Cvjetićanin - voz
- Jure Maček - batería
- Kris Guštin - guitarra
- Jan Peteh - guitarra
- Nace Jordan - bajo

Anteriores
- Matic Kovačič - batería (2016-2021)
- Martin Jurkovič - bajo (2016-2022)

## Discografía

### Álbumes
- Umazane misli (2021)
- Demoni (2022)
- Souvenir pop (2024)

### Sencillos
| Año  | Canción                  | Álbum         |
| ---- | ------------------------ | ------------- |
| 2016 | Kot srce, ki kri poganja | —             |
| 2017 | Omamljeno telo           | Umazane misli |
| 2019 | Gola                     | Umazane misli |
| 2020 | Vem, da greš             | Umazane misli |
| 2020 | Umazane misli            | Umazane misli |
| 2021 | A sem ti povedal         | Umazane misli |
| 2022 | Barve oceana             | Umazane misli |
| 2022 | Katrina                  | Demoni        |
| 2022 | Demoni                   | Demoni        |
| 2023 | Carpe Diem               | —             |

## Premios
| Premio       | Año  | Categoría       | Nominado           | Resultado |
| ------------ | ---- | --------------- | ------------------ | --------- |
| Zlata piščal | 2020 | Canción del año | "Gola"             | Nominado  |
| Zlata piščal | 2020 | Novedad del año | Joker Out          | Ganador   |
| Zlata piščal | 2021 | Artista del año | Joker Out          | Ganador   |
| Zlata piščal | 2022 | Artista del Año | Joker Out          | Ganador   |
| Zlata piščal | 2022 | Canción del año | "Umazane misli"    | Nominado  |
| Zlata piščal | 2022 | Canción del año | "A sem ti povedal" | Nominado  |
| Zlata piščal | 2022 | Álbum del año   | Umazane misli      | Nominado  |